# Otello Profazio
Otello Profazio, né le 26 décembre 1934 à Rende, en Calabre et mort le 23 juillet 2023 à Reggio de Calabre, est un chanteur populaire italien .

## Biographie
Otello Profazio est, à l'instar de son homologue sicilien Orazio Strano, un chanteur du Mezzogiorno pratiquant son art selon les traditions musicales d'Italie méridionale.
Il commence sa carrière en 1953, et restera fidèle au dialecte sicilo-calabrais à travers ses 19 albums, le dernier datant de 2006. Malgré son million de copies vendues, Otello Profazio participe toujours activement à de petits festivals en Calabre et en Sicile, souvent en zone rurale.
En 1973, Profazio sort Il Brigante Musolino, une œuvre qui rend hommage au légendaire Giuseppe Musolino, véritable Robin des Bois Calabrais qui vécut au XIXe siècle.

## Son œuvre
- Il treno del sole - Profazio canta Buttita
- Storie e leggende del Sud
- I paladini di Francia
- Arie e danze del Sud
- L'Italia cantata dal Sud
- Sollazzevole (1971)
- Gesù, Giuseppe e Maria (1973)
- Il brigante Musolino (1973)
- Qua si campa d'aria (1974) [3]
- Amuri e pilu (1976)
- Calabria (1976)
- Scibilia Nobili (1978)
- Patti Marina in Sicilia (1978)
- Tra Scilla e Cariddi
- Mannaja all'ingegneri
- I paesi cantano - Guardavalle in Calabria (1978)
- I paesi cantano - Petina degli Alburni in Campania (1979)
- I paesi cantano - Cassano Jonio in Calabria (1979)
- Il filo di seta (2006)

Parmi cette vingtaine d'albums, certaines de ses musiques sont à jamais gravées dans l'histoire de la musique traditionnelle calabraise à l'image de Vitti 'Na Crozza, Mamma Maritami Mamma, Ciuri, ciuri ou encore La baronessa di Carini.